# 긴급 경보 체계
긴급 경보 체계(EAS, Emergency Alert System)은 미국의 국가적인 경보 시스템으로, 공인된 관리들이 긴급 경보 및 경고 메시지를 방송 및 다채널 텔레비전을 포함한 지상파 및 위성 라디오 및 텔레비전을 통해 대중에게 전달하고 조정할 수 있도록 설계되었다.
EAS는 1994년 11월 연방통신위원회(FCC)의 승인을 받은 후, 1997년 1월 1일에 EBS(긴급 방송 체계)를 대체하여 가동되었다. EBS와 마찬가지로 이 시스템은 주로 국가 비상사태 발생 시 미국 대통령이 모든 라디오 및 TV 방송국을 통해 국가에 연설할 수 있도록 설계되었다. 그럼에도 불구하고 이러한 상황에 대해 뉴스 보도가 보편적으로 존재하기 때문에 이 시스템이나 이전 시스템 모두 이러한 방식으로 사용되지 않았다. 실제로 이는 심각한 기상 상황(돌발 홍수 및 토네이도 포함), 앰버 경보 및 기타 민사 비상 상황과 같은 공공 안전에 대한 임박한 위협에 관한 정보를 배포하기 위해 지역 규모에서 더 일반적으로 사용된다.
이 시스템은 미국 연방재난관리청(FEMA), 연방 통신 위원회(FCC), 미국 해양대기청(NOAA)이 공동으로 조정한다. EAS 규정과 기준은 FCC 공공안전국과 국토안보국이 관할한다. 다채널 비디오 프로그래밍 배급사(MVPD)뿐만 아니라 모든 방송 텔레비전, 방송, 위성 라디오 방송국도 시스템에 참여해야 한다.
EAS는 IPAWS(통합 공공 경보 및 경고 시스템))의 프론트엔드로서, CAP(공통 경고 프로토콜)를 이용하여 WEA(무선 비상 경보)와 같은 EAS를 포함한 여러 채널을 통해 경보 정보의 배포를 조정한다.

## 기술 개념
EAS의 메시지는 디지털 인코딩된 특정 영역 메시지 인코딩(SAME) 헤더, 주의 신호, 오디오 알림, 및 디지털 인코딩된 메시지 종료 마커의 네 부분으로 구성된다.
SAME header (도움말·정보)는 EAS 설계에서 가장 중요한 부분이다. 여기에는 경보를 발령자(대통령, 주 또는 지방 당국, 미국 기상청(NOAA/NWS) 또는 방송인)에 대한 정보, 사건·사고에 대한 짧고 일반적인 설명(토네이도, 홍수, 심한 뇌우), 영향을 받는 지역(최대 32개 군 또는 주), 사건·사고 예상 기간(분 단위), 발생된 날짜 및 시간(UTC 기준), 발신국의 식별 정보(헤더의 완전한 내역은 SAME 참조)가 포함된다.

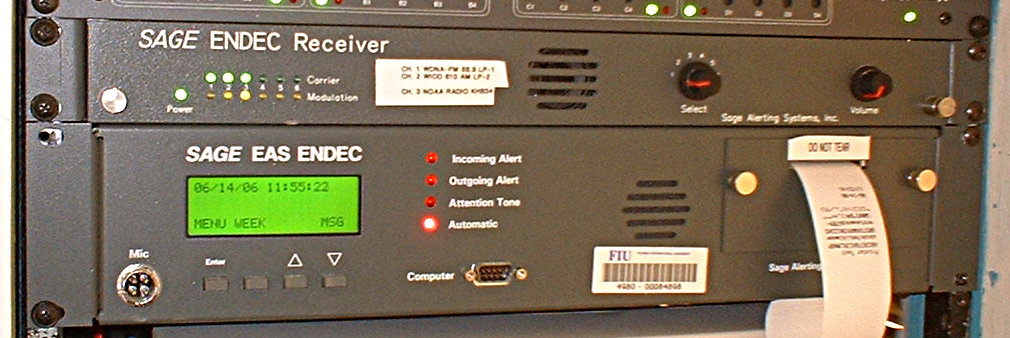
Sage EAS ENDEC 장치

대통령 메시지를 다른 방송국과 케이블 시스템에 배포하기 위해 PEP(Primary Entry Point) 시스템에서 77개의 라디오 방송국이 국가 1차 방송국으로 지정되었다.
긴급 조치 통지(Emergency Action Notification)는 미국 대통령이나 지명자가 PEP 시스템을 통해 EAS를 통해 방송사에 메시지를 전달하는 통지이다. 정부는 이 제도를 통해 대통령이 국가 비상사태 동안 10분 이내에 발언할 수 있도록 할 것이라고 밝혔다.

### 기본 진입점 방송국
PEP(Primary Entry Point, 기본 진입점) 방송국이라고도 하는 국가 공공 경보 시스템(National Public Warning System)은 FEMA와 협력하여 대중에게 사건·사고 이전·중·후에 대한 재난 비상 경보 및 경고 정보를 제공하는 데 사용되는 77개의 라디오 방송국 네트워크이다. PEP 방송국에는 이벤트 중·후에도 대중에게 계속해서 정보를 방송할 수 있도록 설계된 추가 및 백업 통신 장비와 발전기가 장착되어 있다. FEMA는 2016년 디트로이트 WJR와 신시내티 WLW를 시작으로 33개 PEP 방송국의 송신기에 방송 장비, 비상 준비물, 휴게소, 공기 여과 시스템을 갖춘 이동식 스튜디오 대피소를 건설하는 과정을 시작했다. NPWS의 매니 센테노(Manny Centeno) 프로젝트 관리자는 이 대피소가 "화학, 생물학, 방사능 대기 보호, 전자기 펄스로부터의 보호를 의미하는 모든 위험 플랫폼을 포함하도록 이러한 스테이션의 생존 가능성을 [확장]하기 위해 설계되었다"고 설명했다.

### 통신 연결
FEMA 국립 라디오 시스템(FEMA National Radio System, FNARS)은 "긴급 경보 시스템에 기본 진입점 서비스를 제공"하는 취지에 있으며, EAS로 대통령 전용 긴급 연결 역할을 한다. FNARS 네트워크 제어 스테이션은 마운트 웨더 비상 운영 센터에 있다.
EAN이 PEP 스테이션(또는 다른 참가자)으로부터 EAS 참가자에 의해 수신되면 참가자 네트워크를 통해 "데이지 체인(daisy chains)" 메시지를 수신한다. "데이지 체인"은 한 스테이션이 여러 다른 스테이션으로부터 메시지를 수신한 다음 해당 메시지를 여러 다른 스테이션으로 전달할 때 형성된다. 이 프로세스는 메시지가 흐를 수 있는 많은 중복 경로를 생성하여 모든 참여자가 메시지를 수신할 가능성을 높이고 시스템의 생존 가능성을 높인다.
각 EAS 참가자는 최소 두 명의 다른 참가자를 모니터링해야 한다.

### EAS 헤더
헤더에는 오류 감지 코드가 없기 때문에 중복성을 위해 세 번 반복된다. EAS 디코더는 수신된 헤더를 서로 비교하여 둘 사이의 정확한 일치를 찾아 활성화 실패를 유발할 수 있는 대부분의 오류를 제거한다. 그런 다음 디코더는 메시지가 방송국에서 제공하는 로컬 영역에 적용되는 경우 메시지를 무시할지 아니면 방송 중계할지 결정한다(방송사가 설정한 매개변수에 따라).
SAME 헤더 버스트 다음에는 발신 스테이션에 따라 8초에서 25초 사이에 지속되는 주의 톤이 뒤따른다. NOAA 기상 라디오 방송국의 톤은 1050 Hz (도움말·정보)이다. 상업 방송국에서는 853Hz와 960Hz 정현파의 "투톤" (도움말·정보) 주의 신호가 대신 사용되며 이는 구형 긴급 방송 체계에서 사용하는 신호와 동일하다. 이러한 어조는 악명이 높아졌고 시청자들에게는 무섭고 짜증나는 것으로 여겨질 수 있다. 사실, 비정상적으로 높은 음높이에서 대략 장이도를 형성하는 이 두 음조는 특히 사람의 귀에 불쾌감을 주기 때문에 주의를 끄는 능력을 위해 특별히 선택되었다. SAME 헤더는 날카로운 음조로 많은 사람들이 놀랐다. "투톤" 시스템은 1998년 이후 더 이상 필요하지 않으며, EAS 메시지 이전의 오디오 경보에만 사용된다. EBS와 마찬가지로 주의 신호 뒤에 경보의 세부 사항을 설명하는 음성 메시지가 표시된다.
메시지는 매번 이진 10101011 보정이 선행되는 텍스트 NNNN인 AFSK "EOM" 또는 End of Message의 3 버스트로 끝난다.

### IPAWS

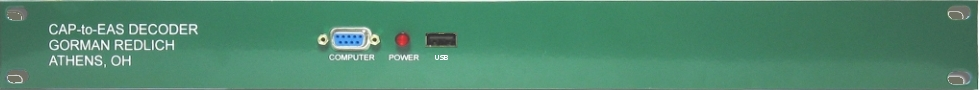
CAP 형식의 경고를 SAME 헤더로 변환하는 고르만-레드리치 랙 장착 CAP-EAS 변환기.

2006년 조지 W. 부시에 의해 발표된 행정명령에 따라, 미국 정부는 "효과적이고, 신뢰할 수 있고, 통합적이고, 유연하고, 포괄적인" 공공 경고 시스템을 만들도록 지시 받았다. 이는 앞서 언급한 PEP 네트워크에 대한 확장과 XML 기반 공통 경보 프로토콜(CAP)과 인터넷 네트워크를 사용하는 경보 정보의 국가 집계 및 배포자인 통합 공공 경보 및 경고 시스템(IPAWS)의 개발을 통해 달성되었다. IPAWS를 사용하여 EAS 참가자, 지원되는 휴대 전화(무선 긴급 경보) 및 기타 플랫폼에 경보 정보를 배포하는 데 사용할 수 있다.
2007년에 발표된 FCC 보고서 및 명령에 따라 EAS 참가자는 FEMA에 의해 규격이 채택된 후 180일 이내에 CAP를 지원하는 디지털 장비로 마이그레이션해야 한다. 이는 2010년 9월 30일 공식적으로 발생하였으나 방송사들의 요청으로 2012년 6월 30일로 마감일이 연기되었다.
FCC는 IPAWS가 인터넷 연결을 사용할 수 없는 상황에 취약하기 때문에 기존 SAME 프로토콜을 완전히 대체할 수 없다고 확립했다. 따라서 방송사들은 CAP 메시지를 기존 "데이지 체인" 방식의 EAS 배포와 하위 호환성을 가능하게 하여 백업 배포 경로를 제공해야 한다.

## 방송국 요구사항
FCC는 모든 방송국과 다중 채널 비디오 프로그래밍 배포자(MVPD), 이하 "EAS 참여자"는 FCC 인증 EAS 디코더 및 인코더를 제어 지점 또는 헤드엔드에 설치하고 유지해야 한다. 이러한 디코더는 EAS 메시지를 위해 인근 다른 방송국의 신호를 지속적으로 모니터링한다. 신뢰성을 위해 적어도 두 개의 소스 스테이션을 모니터링해야 하며, 그 중 하나는 지정된 로컬 프라이머리(local primary)여야 한다. 참가자는 최신 버전의 EAS 핸드북을 유지해야 한다.
EAS 참가자는 연방법에 따라 긴급 조치 통지(EAN) 메시지를 즉시 중계해야 한다(47 CFR Part 11.54). 방송사는 전통적으로 악천후 및 아동 납치 비상 사태(AMBER 경보)와 같은 기타 경보 중계를 선택하도록 허용되어 왔다.(실제로 악천후 보도는 일반적으로 EAS를 통해 처리되지 않고 방송국의 지역 뉴스 운영 및 방송 기상학자가 처리한다). , EAS를 통해 처리되지 않음).
EAS 참가자는 수신된 모든 메시지의 로그를 보관해야 한다. 로그는 손으로 보관할 수 있지만 일반적으로 인코더/디코더 장치의 소형 영수증 프린터에 의해 자동으로 보관된다. 로그는 컴퓨터로 전송하는 방법 또는 외부 프린터에 액세스할 수 있는 한 장치 내부에 전자적으로 보관될 수도 있다.
라디오 방송국에 의해 전송되는 오디오 메시지 외에도, 텔레비전 방송국은 관련 CAP 메시지에 포함된 확장 텍스트를 포함하여, 경보의 발신자, 이벤트, 위치 및 시간이 포함된 시각적 디스플레이를 방송해야 한다.

## 같이 보기
- 경고 준비 (Canada)
- 디지털 긴급 경보 체계 (DEAS)
- 긴급지진속보 (일본)
- 긴급 구민 경보
- 비상 공공 경보 체계
- 돌발 홍수 유도 체계
- HANDEL (영국의 이전 국가 공습 경고 체계)
- ICANN's TEAC (긴급조치연락처 전달) URL 하이재킹 발생시 채널
- 전국순간경보시스템 (일본)
- Local Access Alert
- 국가 악천후 경보 서비스
- 국가 경보 체계
- NOAA 웨더 라디오 (미국)
- 뉴클리어 풋볼
- 뉴클리어 MASINT
- 라디오 아마추어 민사 응급 체계
- 특정 영역 메시지 인코딩
- 표준 비상 경고 신호 (오스트레일리아)
- 전시 방송 서비스
- 웨더라디오 캐나다
- 무선 긴급 경보 (WEA)